# آنتوان، پادشاه ناوار
آنتوان، پادشاه ناوار (انگلیسی: Antoine of Navarre؛ ۲۲ آوریل ۱۵۱۸ – ۱۷ نوامبر ۱۵۶۲ (سن ۴۴) سیاست‌مدار اهل فرانسه بود و همسر جین سوم و پدر آنری سوم ناوار (بعدها آنری چهارم فرانسه) بود بعد از ازدواج با همسرش به صورت مشترک حکمران پادشاهی ناوار و بر کیش کاتولیک بود. او دومین پسر شارل، دوک واندوم بود او شخصیتی ملون و غیر ثابت داشت.